# Pegsdon
Pegsdon – osada w Anglii, w hrabstwie ceremonialnym Bedfordshire, w dystrykcie (unitary authority) Central Bedfordshire. Leży 20 km na południe od centrum miasta Bedford i 54 km na północ od centrum Londynu.